# Чурилово (Челябинск)
Чури́лово — упразднённый в 1958 году посёлок, вошедший в состав города Челябинска, административного центра Челябинской области России. Ныне посёлок (микрорайон) в Тракторозаводском районе Челябинска. Исторический центр посёлка составляют улицы Зудова и Воробьёва.

## Топоним
Название получил от находящегося в 5 верстах севернее казачьего поселения.

## География

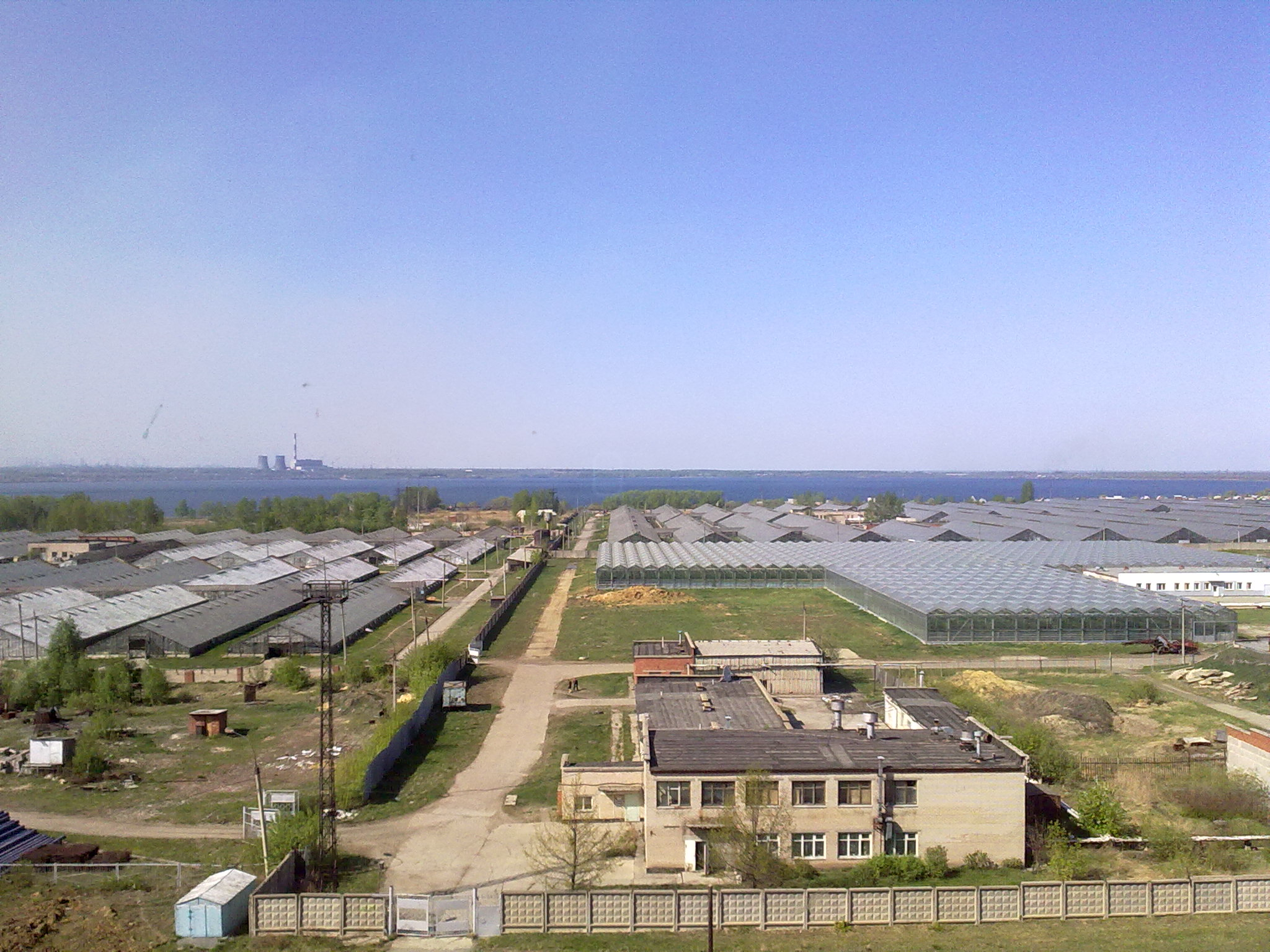
Тепличный комплекс в Чурилово. На дальнем плане Первое озеро и ТЭЦ-3

Посёлок с севера примыкает к озеру Первое.

## История
Основан как пристанционный посёлок в 1896—1898 годах, вокруг железнодорожного разъезда в 8 вёрстах от станции Челябинск на линии Челябинск — Курган, относящейся к историческому ходу Транссиба.
С 1909 года на разъезде проводилась сортировка грузовых поездов для сквозного следования через станцию Челябинск на Пермскую и Самаро-Златоустовскую железные дороги.
В 1926 году в Чурилово насчитывалось 35 дворов, 142 жителя.
В состав города включён решением облисполкома 11 февраля 1958 года.
В XXI веке в посёлке ведётся строительство многоэтажных панельных жилых домов.

## Население
В 2008 году в посёлке жило около 7 тысяч человек, планировалось увеличение численности населения до 30 тысяч.

## Достопримечательности
К северу от посёлка в окрестностях одноимённой деревни были обнаружены курганы с захоронениями бронзового и железного веков.

## Транспорт
В посёлке расположена одноимённая узловая железнодорожная станция Южно-Уральской железной дороги.
Через станцию Чурилово проходят 6 пар пригородных электропоездов, связывающих Челябинск с Шумихой и Каменском-Уральским.
Посёлок Чурилово связан с остальными частями города автобусами и маршрутными такси. В 2014 до Чурилово продлевали троллейбусный маршрут № 2 — на нём работали три троллейбуса с автономным ходом, но позже маршрут был закрыт. В 2018 было заявлено о предстоящем восстановлении троллейбусного сообщения с возможной прокладкой контактной сети.